# Zhang Wenzhao
Zhang Wenzhao (張文釗T, 张文钊S, Zhāng WénzhāoP; Anshan, 28 maggio 1987) è un calciatore cinese, centrocampista del Beijing Renhe, in prestito dal Guangzhou E.

## Palmarès

### Club

#### Competizioni nazionali
- Campionato cinese: 2

Guangzhou Evergrande: 2016, 2017, 2019
- Coppa della Cina: 1

Guangzhou Evergrande: 2016
- Supercoppa di Cina: 2

Guangzhou Evergrande: 2017, 2018